# In the Deep (Lied)
In the Deep ist ein Filmsong von Michael Becker und Kathleen "Bird" York aus dem Film L.A. Crash (Crash). Das Lied wird unter dem Künstlernamen Bird York von Kathleen York gesungen. Das Lied wurde bei der Oscarverleihung 2006 in der Kategorie Bester Song für den Oscar nominiert.

## Veröffentlichung
Erstmals wurde In the Deep 2003 auf Bird Yorks Album Velvet Hour veröffentlicht. Ein weiteres Mal wurde es auf dem Album Wicked Little High veröffentlicht. Die Erstveröffentlichung führte zu Forderungen das Lied nicht zuzulassen. Zusätzlich war das Lied auch in einem anderen Film zu hören.
Bird York sang das Lied während der Oscarzeremonie 2006. Sie trug das Lied vor einem brennenden Auto vor. Die Vorstellung wurde als entsetzlich langweilig und eins der größten Desaster an Oscardarstellungen gesehen.

## Hintergrund
Als Paul Haggis den Film L.A. Crash entwickelte hatten er und Bird York schon länger zusammengearbeitet. Sie hatte die Musik zu seiner Fernsehsendung geschrieben. Das Lied wurde nicht zum fertigen Film, sondern nur zum Drehbuch geschrieben.

## Auszeichnungen und Nominierungen
In the Deep wurde für zahlreiche Filmpreise nominiert:
- Oscar: Nominierung als bester Filmsong. Außerdem nominiert war It’s Hard out Here for a Pimp von Three 6 Mafia aus Hustle & Flow und Travelin' Thru von Dolly Parton aus Transamerica. It's Hard Out Here For A Pimp gewann den Oscar.[7]  Seit der Oscarverleihung 1988 war es das erste Mal, dass nur drei Lieder nominiert waren.[8] Üblich sind fünf Nominierungen.[9]
- Gold Derby Award: Nominierung für ¨Original Song¨. Der Preis ging an Dolly Partons Travelin' Thru,[10]
- International Online Cinema Awards: Nominierung für Best Original Song, Die Auszeichnung ging an A Love That Will Never Grow Old aus Brokeback Mountain.[11]
- Online Film & Television Association (OFTA Award): Nominierung für Best Music, Original Song. Ausgezeichnet wurde A Love That Will Never Grow Old aus Brokeback Mountain.[12]
- Satellite Award: Nominierung 2005 für Outstanding Original Song. Das Lied musste sich A Love That Will Never Grow Old aus Brokeback Mountain geschlagen geben.[13]